# Zarándokévek II.
A Zarándokévek – Második év: Itália című zongoraciklus (franciául: Années de pèlerinage, Deuxième Année: Italie) Liszt Ferenc hét zongoradarabból álló sorozata (a mű címeként a Vándoréveket is használják). Műjegyzékszáma S.161. Liszt ezt a ciklust később kiegészítette egy három darabból álló függelékkel, Velence és Nápoly – Függelék a Zarándokévek 2. kötetéhez (Venezia e Napoli. Supplément aux Années de Pélerinage, 2e volume) címmel. Ennek a műjegyzékszáma  S.162. Mindkét sorozat a mainzi Schott kiadónál jelent meg nyomtatásban 1858-ban, illetve 1861-ben.

## A mű születése
Liszt Ferenc az 1830-as évek közepén a svájci Genfben élt Marie d’Agoult grófnéval, és az Alpok hegyei, völgyei, patakjai, a romlatlan természet közelsége zeneírásra ihlette. Ennek nyomán született 1835 és 1838 között az Album d’un voyageur (Egy utazó naplója) (S.156), ami a később összeállított Zarándokévek – Első év: Svájc (S.160) című zongoraciklus alapja volt.
1837 és 1839 között, szintén Marie d’Agoult társaságában utazgatott Itáliában, s ezekből az úti élményekből keletkeztek újabb zongorára írt darabjai. Ezek a művek is csak később (akár a másik sorozat), a weimari években álltak össze egy egységgé. Ez a sorozat a Zarándokévek svájci sorozatával ellentétben kevésbé tekinthető ciklusnak, a sorozat darabjait azonban közös hangulatkörük alapján mégis összetartozónak lehet tekinteni. Ezeknek a daraboknak az ihletői az olasz művészet nagy alakjai voltak, főleg Petrarca, Dante, Raffaello és Michelangelo.
Liszt az első és a második darabot 1838–1839-ben komponálta, a harmadikat 1849-ben, a 4–6. sorszámú Petrarca-szonetteket 1838 és 1846 között, az utolsó Dante-szonátát pedig 1837 és 1849 között. A ciklussá összeállított mű 1858-ban jelent meg a Schott kiadó gondozásában. A komponista, szokásához hűen, e darabjait is átdolgozta: a Mária eljegyzését 1883-ban Geistliche Vermáhlungsmusik (Templomi esküvői zene) címmel orgonára, A gondolkodót a Három gyászóda második darabjaként La Notte (Az éj) címmel, 1860-ban, majd 1866-ban zongoranégykezesre is. Ezzel szemben a három Petrarca-szonett itt, a ciklusban számít átdolgozásnak, mert eredetileg énekhangra (tenor) és zongorára íródtak 1839-ben, Tre Sonetti del Petrarca címmel. Azután további változatok is születtek belőlük: 1846-ban tenor hangra és zongorára, majd 1865-ben bariton vagy mezzoszoprán hangra és zongorára.
A Zarándokévek második sorozatát Liszt utóbb kiegészítette egy függelékkel, Velence és Nápoly – Függelék a Zarándokévek 2. kötetéhez (Venezia e Napoli. Supplément aux Années de Pélerinage, 2e volume) címmel. A függelék három darabot tartalmaz: 1. Gondoliera, 2. Canzone. 3. Tarantella, amelyek 1861-ben jelentek meg szintén a Schottnál.

## A zene

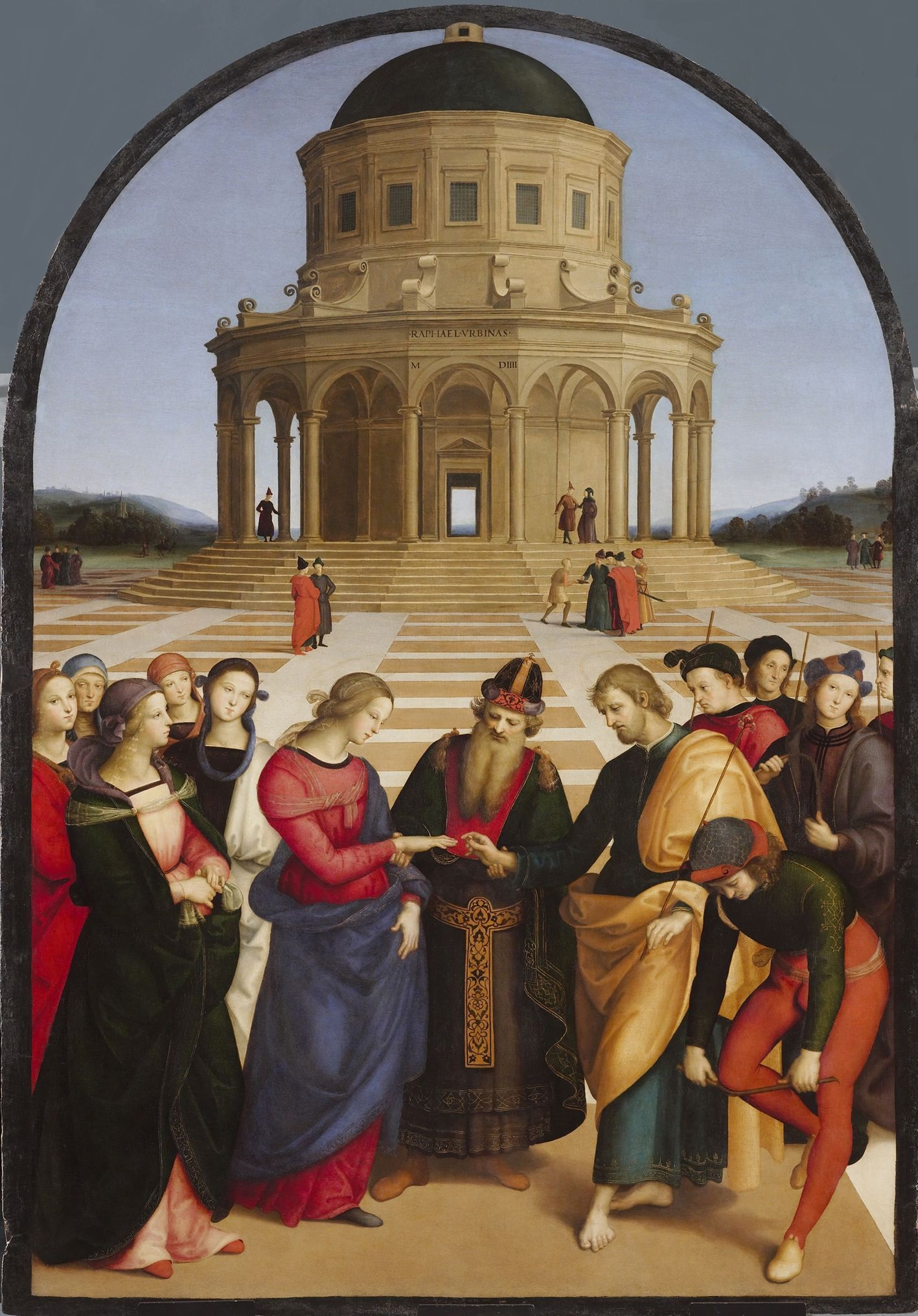
Raffaello: Mária eljegyzése

### Années de Pèlerinage. Deuxième Année – Italie
A Zarándokévek második sorozata hét zongoradarabot tartalmaz, amelyek 1858-ban jelentek meg nyomtatásban.
1. Sposalizio (Mária eljegyzése)
A sorozat első darabja 1838–1839 között keletkezett. Mint címe is utal rá, ihletője Raffaello Sanzio Mária eljegyzése (Sposalizio) című festménye volt, amit Liszt a milánói Brera képtárban látott (ma is ott van). Az E-dúr hangnemű, 6/4-es lüktetésű zongoradarab formailag  háromféle anyagból épül. A legjellemzőbb, az áhítatos-vallásos érzületnek megfelelő harang motívum, ami gyakorlatilag végigvonul a darab egészén. A harmadik dallamot – amikor később Liszt átdolgozta orgonára – Ave Maria szöveggel látta el.
2. II Penseroso (A gondolkodó)
A sorozat legsötétebb hangulatú darabja, ez is 1838–1839 között íródott. Szintén képzőművészeti inspirációra született, ihletője Michelangelo alkotása, Lorenzo de’ Medici szoborportréja a firenzei Medici-síremlékről. A szoborban Liszt mélységes melankóliát, keserűséget látott, ez határozza meg a mű hangulatát. Michelangelo költeményt is írt a művéhez, ami szintén hozzájárult Liszt értelmezéséhez („Aludni jó, és kőből lenni még jobb,/míg szégyen s gyalázat úr a világon./Mily szerencse: se éreznem, se látnom!/Ne kelts fel hát, s ó! csendesen beszélj ott.” – Rónay György fordítása). Kétrészes, lassú, elsősorban a mély regiszterekben mozgó darab. Amikor meghalt Liszt fia, Daniel, ebből írta a Három gyászóda második, La Notte (Az éj) című darabját. Zenekari feldolgozást is készített belőle (Gyászóda), saját halotti szertartása számára.
3. Canzonetta del Salvator Rosa (Salvator Rosa canzonettája)
A darabhoz felhasznált dallam – a címtől eltérően – nem a festő-költő Salvator Rosa műve, hanem Giovanni Bononcini zeneszerző kompozíciója. Liszt a kotta felé nyomtatta a szöveget: „Változtatom a helyem gyakorta,/ámde sose változhat a szívem,/mindig az leszek, aki vagyok ma,/és e tűz örökké lángol itt benn.” (Tótfalusi István fordítása). Ez a ciklus legkönnyedebb darabja, már-már vidámnak mondható A-dúr induló.
4. Sonetto 47 del Petrarca (47. Petrarca-szonett)
A Petrarca-szonettek első változatai 1838–1839 táján készültek, de először dalok formájában (tenor–zongora), majd szinte velük egy időben a zongoraváltozatok is. A Desz-dúr hangnemű darab igazi olasz operás hangulatban íródott, a szerelmes vershez „illően” széles ívű, ékesítésekben gazdag dallamvilágot képvisel. A 47. Petrarca-szonett címen ismert mű irodalmi forrása Francesco Petrarca magyar fordításban megjelent Daloskönyvében a 61-es sorszám alatt található meg (Áldott legyen a nap).
5. Sonetto 104 del Petrarca (104. Petrarca-szonett)
A hasonlóan békés, lírai hangulatú, 4/4-es metrumú E-dúr kompozíció szövege a magyar Daloskönyvben a 156. szám alatt szerepel (Nincs békém).
6. Sonetto 123 del Petrarca (123. Petrarca-szonett)
A 4/4-es lüktetésű darab Asz-dúr hangnemben íródott, előírása Lento placido, Sempre Lento. A magyar Daloskönyvben a 156. szám alatt szerepel (Láttam földreszállt angyalt). Az előző kettőtől eltérően a hangulata inkább szenvedélyes, keserű. Liszt a Petrarca-féle szövegeket egyik esetben sem nyomtatta a kotta fölé.
7. Aprés une lecture du Dante, Fantasia quasi sonata (Dante-szonáta)
A ciklus legnépszerűbb, leggyakrabban játszott darabja. A mű első vázlatai 1837-ben, a Comói-tó partján, Bellagióban keletkeztek Dante Isteni színjátékának hatására. Címe sokáig – kevert francia és német nyelven – Fantasia quasi Sonata (Prolegomènes zu Dantes Göttlicher Comödie volt, de amikor beillesztette a Zarándokévek második ciklusába, egy Victor Hugo-vers lett a zenemű címe: Aprés une lecture du Dante (Dante olvasása nyomán), a Fantasia quasi sonata pedig az alcíme lett. A mű az Isteni színjáték Infernójának hangulatát idézi; nagy, démoni pokol-vízió, ami azért a megtisztultság hangján ér véget.

### Venezia e Napoli. Supplément aux Années de Pèlerinage, 2e volume
Liszt 1840 körül, közvetlenül az olasz tájakon tett utazások után újabb – az alapciklus darabjaitól eltérően –, zenei élmények ihlette darabokat írt, és négy darabját Velence és Nápoly címen fogta össze. 1859-ben átdolgozta az egészet, és az új, immár három számból álló ciklust a Zarándokévek második kötetének függelékeként adta közre (1861, Schott).
A függelék három külön címet viselő számai ugyan különálló darabok, de mégis szünet nélkül, attacca adandók elő.
1. Gondoliera
A Gondoliera a korai változat harmadik számából született. A dallam eredeti szerzője Peruchini volt, amit Liszt be is írt a kottába: La Biondina in Gondoletta. Canzone del Cavaliere Peruchini (Szőke lányka a gondolában. Peruchini lovag dala). A 6/8-os lüktetésű Fisz-dúr darab igazi lágy, olaszos dallam, amely alig hallható pianóban végződik. Megjegyzendő, hogy a Velence és Nápoly első változatában szerepelt még egy másik gondolásdallam is, amit Liszt a végső változatból kiemelt, és ez lett a Tasso című szimfonikus költeményének a főtémája.
2. Canzone
A második darab Rossini Otello című operája egyik gondolás dallamának a feldolgozása, a harmadik felvonás elejéről. A dal Dante szövegét idézi: „Nessun maggior dolore (Nincs semmi szomorítóbb, mint emlékezni szép időre, nyomorban)”.
3. Tarantella
A harmadik darab (ez is attaca következik az előző után) az első változatban még Tarantelles napolitaines címen szerepelt, és Louis Guillaume Cottrau nápolyi dalszerző kompozíciójának feldolgozása. Hatalmas iramú, rendkívüli technikát kívánó, igazi bravúrdarab.